# 吉耶尔湖
吉耶尔湖（法語：Lac de Guiers）一作盖尔湖，是塞内加尔西北部一座淡水湖，位于圣路易以东64公里。湖水主要依靠南部的费尔洛河补给，湖水流入北部的塞内加尔河。1916年筑坝防止塞内加尔河三角洲咸水流入湖中，有供牧民使用的盐碱地。湖水用于灌溉，饮用，是达喀尔重要的饮用水源地。